# Kabinett Barzani II
Das Kabinett Barzani II ist die am 18. Juni 2014 eingeschworene kurdische Regierung in der 3. Legislaturperiode nach der Wiedervereinigung Autonome Region Kurdistans im Anschluss an den Irakkrieg 2003. Grundlage für die Arbeit dieser Regierung ist der Koalitionsvertrag zwischen allen Fraktionen im Parlament, welcher aufgrund der Bedrohung durch den IS aufgesetzt wurde, um einheitlich gegen die Gefahr für Kurdistan vorzugehen.

## Kabinett
| Amt                                              | Foto | Name                         | Partei | Partei       |
| ------------------------------------------------ | ---- | ---------------------------- | ------ | ------------ |
| Premierminister                                  |      | Nêçîrvan Barzanî             |        | PDK          |
| stellvertretender Premierminister                |      | Qubad Talabani               |        | PUK          |
| Minister für Landwirtschaft und Wasserversorgung |      | Abdulstar Majeed             |        | KIK          |
| Minister für Gefallene und Anfal-Angelegenheiten |      | Mahmoud Haji Salih           |        | PUK          |
| Minister für Arbeit und Soziales                 |      | Mohammad Qadir               |        | KIU          |
| Kultusminister                                   |      | Khalid Doski                 |        | PUK          |
| Bildungsminister                                 |      | Pishtiwan Sadiq              |        | PDK          |
| Elektrizitätsminister                            |      | Salahaddin Babakir           |        | KIU          |
| Minister für Tourismus und Gemeinden             |      | Newroz Mawlood Amin          |        | PDK          |
| Religionsminister                                |      | Kamal Muslim *               |        | Gorran *     |
| Wirtschaftsminister                              |      | Rebaz Mohammad *             |        | Gorran *     |
| Gesundheitsminister                              |      | Rekawt Hama Rasheed          |        | PUK          |
| Minister für Handel und Industrie                |      | Samal Sardar *               |        | Gorran *     |
| Wissenschaftsminister                            |      | Yusuf Mohammed (Yusuf Goran) |        | PUK          |
| Minister für Naturressourcen                     |      | Ashti Hawrami                |        | PDK          |
| Peschmerga Minister                              |      | Mustafa Sayid Qadir *        |        | Gorran *     |
| Planungsminister                                 |      | Ali Sindi                    |        | PDK          |
| Transportminister                                |      | Jonson Siyawash              |        | Minderheiten |
| Wohnbauminister                                  |      | Darbaz Kosrat Rasul          |        | PUK          |
| Justizminister                                   |      | Sinan Abdulkhaliq Chalabi    |        | PDK          |
| Innenminister                                    |      | Karim Sinjari                |        | PDK          |
| Staatssekretariat für Parlamentsbeziehungen      |      | Mawloud Murad                |        | KIU          |
| Staatssekretariat für Umwelt                     |      | Abdulrahman Abdulrahim       |        | KIK          |

(*) Die vier Minister der Listi Gorran wurden am 15. Oktober 2015 vom Premierminister entlassen, ihre Ministerien wurden provisorisch anderen Ministern übergeben.